# Walter Schirren

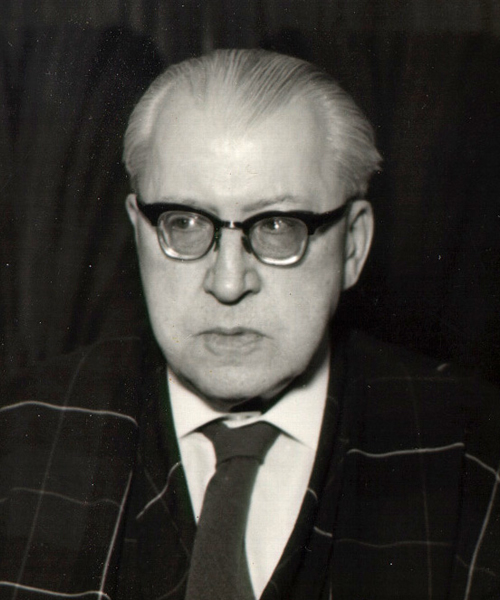
Walter Schirren

Carl Walter Schirren, född 31 juli 1889 i Kiel, död 19 maj 1970 i Stockholm, var en tysk-svensk filosof och språklärare.

## Biografi
Walter Schirren var son till Julius Schirren, advokat och justitieråd i Kiel, och Maria Pauline Schirren. Hans farfar var professor Carl Christian Gerhard Schirren, balttysk historiker, och hans morfar var Karl August Möbius, professor i zoologi och rektor för Kiels universitet.
Efter studier i Bonn, Kiel och München  deltog Walter Schirren i första världskriget på östfronten och var 1918-19 i rumänsk krigsfångenskap.
År 1923 disputerade Walter Schirren vid Giessens universitet på avhandlingen Rickerts Stellung zum Problem der Realität. Eine Kritik ihrer Grundlagen, utgiven på Hermann Beyer & Söhne förlag i Langensalza 1923.
Som aktiv antinazist blev Walter Schirren eftersökt av Gestapo och i två omgångar fängslad. Han flydde därför 1934 till Danmark. Direkt efter den tyska invasionen 1940 flydde han vidare till Sverige med en av de fiskebåtar som hjälpte flyktingar över Öresund. Han var svensk medborgare och bosatt i Stockholm fram till sin bortgång 1970. På grund av sin antinazistiska hållning blev Walter Schirren 1938 tillsammans med många andra som disputerat vid tyska universitet fråntagen sin doktorsgrad. Detta beslut återkallades (ogiltigförklarades) av Giessens universitet först 1967.
I sin filosofi var Schirren starkt påverkad av David Hume, Oswald Külpe och Bertrand Russell. Under de senare åren arbetade Walter Schirren på en filosofisk avhandling, Schlüsse ertasten die Welt: die Grundprinzipien der synthetischen Schlüsse, som utgavs efter hans död av Verband der wissenschaftlichen Gesellschaften Österreichs Verlag förlag i Wien 1974.